# High Halden
High Halden is een civil parish in het bestuurlijke gebied Ashford, in het Engelse graafschap Kent met 1584 inwoners.